# Иванково (Сокольский район)
Иванково — деревня в Сокольском районе Вологодской области на реке Бохтюга.
Входит в состав Архангельского сельского поселения, с точки зрения административно-территориального деления — в Архангельский сельсовет.
Расстояние по автодороге до районного центра Сокола — 19 км, до центра муниципального образования Архангельского — 4 км. Ближайшие населённые пункты — Курилово, Мочалово, Гоголицыно, Навалкино, Корякино, Пашенино, Алексейцево, Кузьминское.
По переписи 2002 года население — 5 человек.